# Ancylolomia micropalpella
Ancylolomia micropalpella is een vlinder uit de familie grasmotten (Crambidae). De wetenschappelijke naam van deze soort is voor het eerst geldig gepubliceerd in 1951 door Amsel.
De soort komt voor in tropisch Afrika.